# Монокіні

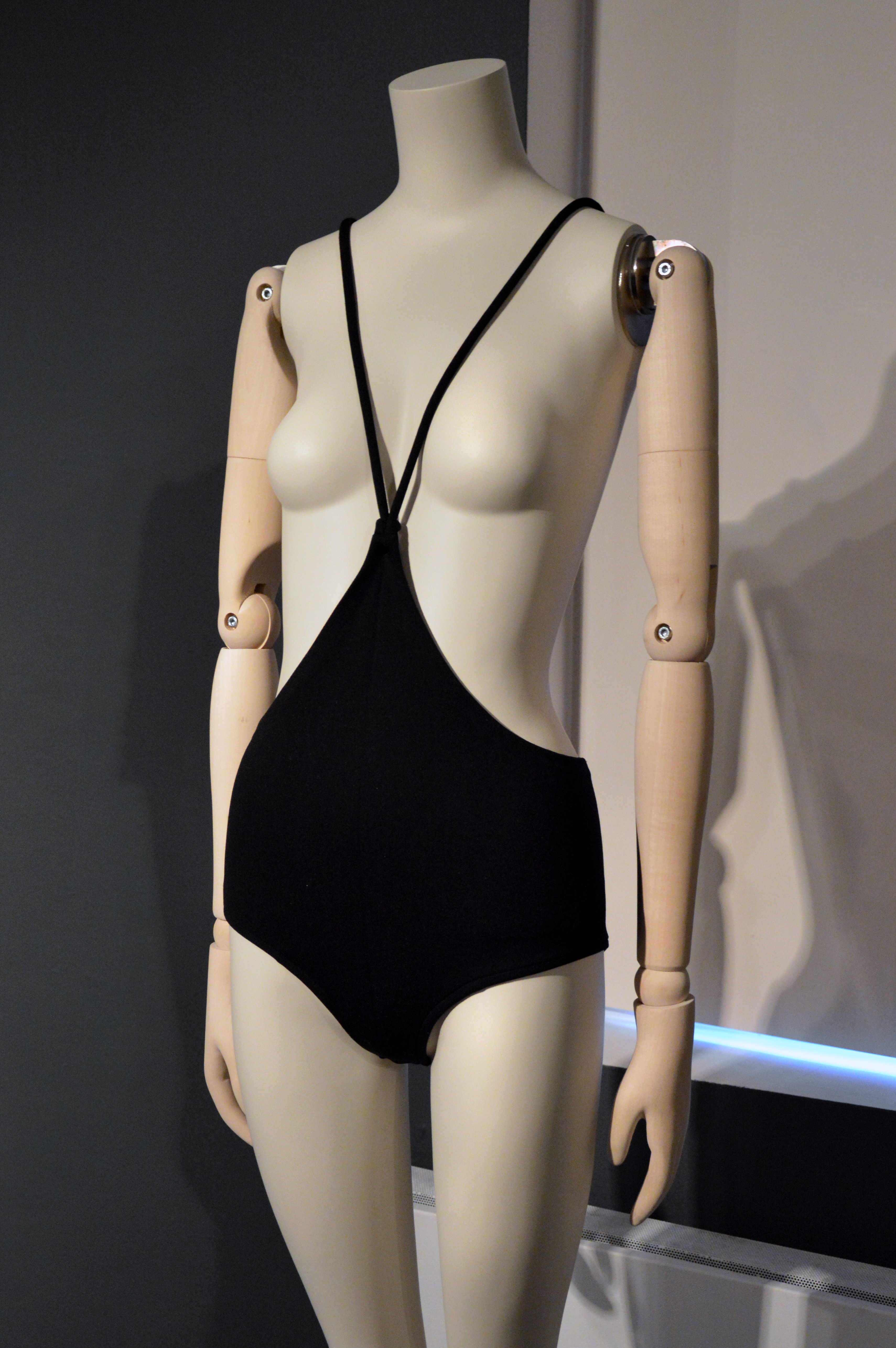
Монокіні Гернрайха зразка 1964 р.

Монокі́ні (англ. monokini) — різновид жіночого купального костюму, що складається тільки з одного елемента. Первісно так називався вид купальника, який залишав груди відкритими. Зараз цим словом також називають як суцільний купальник з вирізом спереду, так і жіночий купальник з одних плавок. Слово monokini утворене від bikini, де початкове bi- внаслідок регресивної деривації переосмислене як приставка зі значенням «подвійний» (від лат. bis): із заміною її на mono- — «одинарний» (від дав.-гр. μόνος).
Деякі виробники і продавці вживають щодо сучасних монокіні такі терміни, як «купальник топлес» (topless swimsuit), «бікіні топлес» (topless bikini) чи «унікіні» (unikini).

## Історія

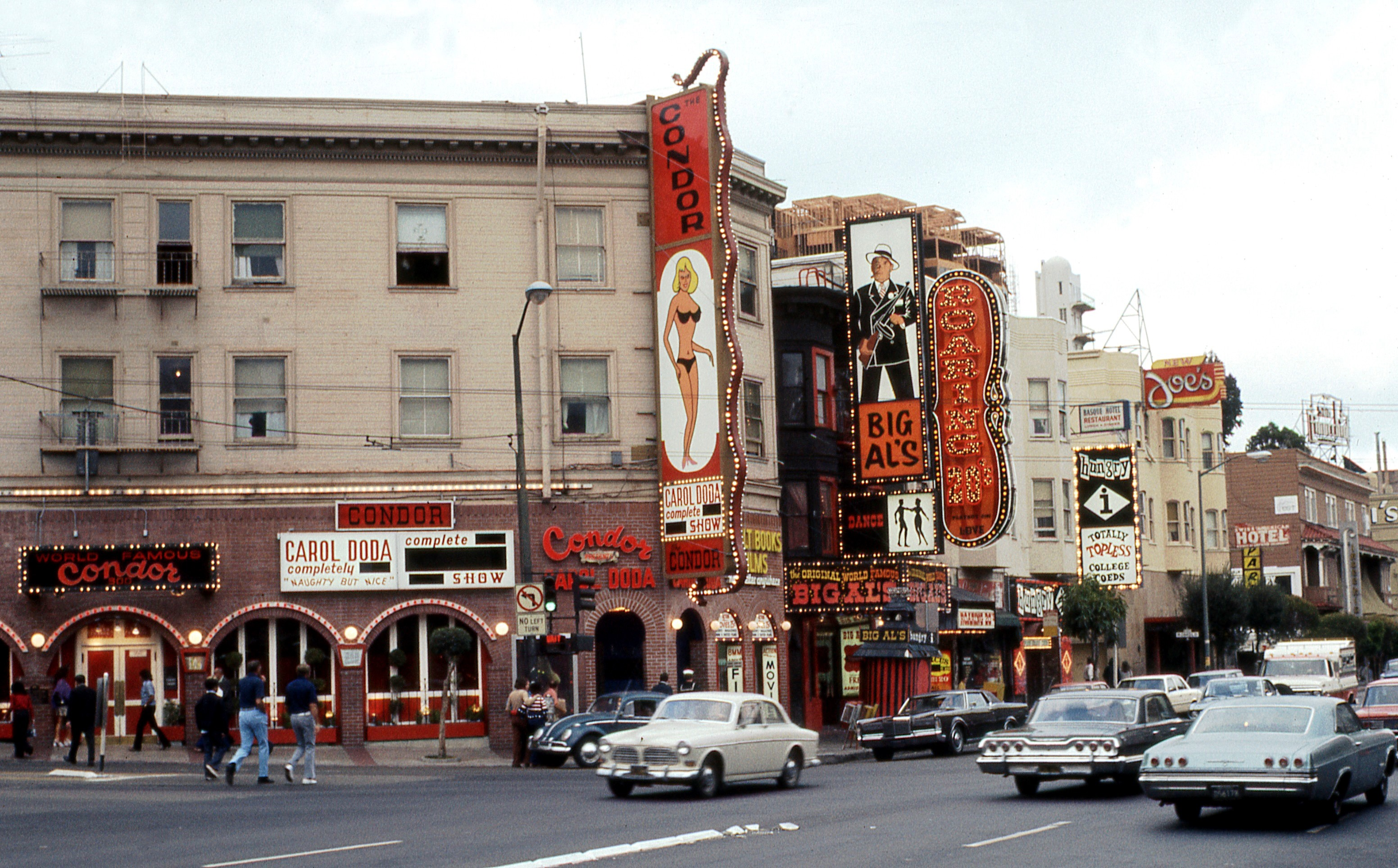
Клуб «Кондор», де Керол Дода в червні 1964 уперше публічно надягла монокіні

Перший зразок монокіні розробив американський модельєр німецького походження Руді Гернрайх у 1964 році. Він складався з короткого обтяжного низу, що звужувався від стегон до талії, і двох бретельок. Монокіні не закривало груди, бо нижня частина доходила тільки до ділянки діафрагми, а бретелі проходили між грудьми, йшли через плечі й спускалися донизу, де з'єднувалися з низом. Монокіні Гернрайха став першим жіночим купальником «топлес». Деякі вважають, що сміливий дизайн Гернрайха поклав початок сексуальній революції, чи був принаймні, одним з її символів.
Гернрайх розробив свій купальник у знак протесту проти суспільства, що придушує свободу вияву. Первісно він не мав наміру його комерційного виробництва, але Сьюзан Керленд з журналу Look умовила його зробити монокіні доступним широкій публіці. Коли перша фотографія купальника, який демонструвала модель Пеггі Моффітт, з'явилася 3 червня 1964 р. у журналі мод Women's Wear Daily (фотограф Вільям Клекстон), це принесло багато суперечливих відгуків у США і в інших країнах. Гернрайх продав близько 3 000 одиниць продукції, але тільки в двох з них покупчині наважилися показатися на публіці. Перше монокіні надягла публічно Керол Дода 22 червня 1964 р. у сан-франциському нічному клубі «Кондор» (упровадивши тим самим еру клубного топлес у США), у другому з'явилася модель Тоні Лі Шеллі в липні 1964 на пляжі в Чикаго (вона була затримана поліцією).

### Пропозиція від Playboy
У 1985 році Моффітт повідомила, що в 1964 році їй пропонували 17 тисяч доларів (що відповідає 134 000 за курсом 2017 р.) за право опублікувати в журналі Playboy її фотографію у монокіні топлес, зроблену В. Клекстоном. Але вона відмовилась. «Я відкинула пропозицію як щось немислиме. І я хочу експлуатувати жінок не більш, ніж я хотіла цього в 1964-му. Моє рішення не змінилось. Це вбрання поки ще пов'язане зі свободою, а не з виставлянням» (I turned it down as unthinkable. And I don't want to exploit women any more now than I did in 1964. The statement hasn't changed. The suit still is about freedom and not display).

## Пізніші варіанти
Топлес досяг піку популярності протягом 1970-х. На початку 1980-х поширюється варіант монокіні, що являє собою нижню частину бікіні — одні плавки без бюстгальтера (вони також називаються унікіні). У 2010-х дизайнери продовжують розробляти монокіні з відкритими грудьми, призначені для хатнього носіння чи для пляжів, де топлес дозволений.
Більшість сучасних моделей монокіні не схожі на купальний костюм Гернрайха: це суцільний купальник, який закриває груди, але як правило, з широкими вирізами по боках, на спині і попереду. Верх і низ з'єднані смугами тканини, джгутами, ланцюжками, шнурами. Ззаду монокіні має вигляд двоскладеного бікіні. Дизайн робить ставку не на функціональність, але на естетику. Деякі варіанти включають задню частину в стилі G-стрингів, інші пропонують повне закриття сідниць.

### Пубікіні
У 1985 році, за чотири тижні до смерті, Гернрайх представив менш відомий купальник «пубікіні» (pubikini). Цей купальний костюм складався з одних дуже маленьких плавок, що залишали відкритим лобок (mons pubis). Виконані в стилі трусів-тонг, V-подібної форми, спереду вони мали тільки вузьку смужку тканини, відкриваючи лобкове волосся. Пубікіні описували як «родзинку серед купальників», яка давала повну свободу людському тілу.